# Lycée privé allemand
Le lycée privé allemand (turc : Özel Alman Lisesi, allemand : Deutsche Schule Istanbul, en bref DSI), autrement dit lycée allemand d'Istanbul (turc : İstanbul Alman Lisesi) ou en bref lycée allemand (turc : Alman Lisesi) est le lycée privé étranger se trouvant en Turquie dans la province d'Istanbul et dans le district de Beyoğlu. Il poursuit ses activités en étant rattaché au ministère fédéral de l'Éducation et de la Recherche de l'Allemagne et en même temps au ministère de l'Éducation nationale de la République de Turquie.
Le lycée est créé en 1868 pour servir la communauté parlant allemand dans la ville, sous le nom de «École Paritaire des Citoyens Allemands et Suisses». En 1871, un bâtiment exclusivement consacré à l’école, est construit près de la tour de Galata. Ce bâtiment étant endommagé lors du séisme de 1894, on a passé en 1897 au bâtiment actuel. Avec le temps, non seulement les élèves parlant allemand, les élèves turcs aussi sont admis à l'école. En 1918, avec la fin de la Première Guerre mondiale, l'école est fermée et son bâtiment a commencé à être utilisé par les forces de l'occupation. À la suite de la proclamation de la République, en 1924, les études ont repris et en 1925 on a retourné au bâtiment principal. En 1945, l’école a été fermée encore une fois et le lycée des filles de Beyoğlu a commencé ses activités dans le bâtiment. En 1953, le bâtiment est de nouveau affecté au Lycée Allemand et depuis cette date, le lycée poursuit ses activités dans le même bâtiment.
Les élèves diplômés du lycée, obtiennent le diplôme Abitur s'ils réussissent à l'Examen de Maturité d’Études Supérieures et grâce à ce diplôme, peuvent faire une demande s'inscrire aux études universitaires en Allemagne, en Autriche ou en Suisse. Le Lycée privé allemand et une des deux écoles délivrant ce diplôme en Turquie, l'autre étant le lycée d'Istanbul.

## Historique
Quoique dans les années 1867-1868, il y a eu une démarche pour créer un établissement d'enseignement en commun avec l'École allemande de Communauté protestante (en allemand : Deutsche Evangelische Gemeindeschule) créé en 1850 pour servir la communauté allemande se trouvant à Constantinople et qui a appartenu à la communauté allemande protestante à partir de 1863 ; cette démarche n’a pas abouti à cause du désaccord des deux parties. Le 1er mai 1868, l'école dénommée École Paritaire des Citoyens allemands et suisses (en allemand : Paritaetische Deutsche und Schweizer Bürgerschule) est créé par l'Association de Gestion de l'École Allemande dans la Rue Kumdibi à Beyoğlu pour servir la communauté parlant allemand dans la ville et l'enseignement a commencé le 11 mai.,, À l'époque de sa création, elle comptait deux instituteurs et 24 élèves en son sein et les cours étaient donnés dans des locaux loués., L'école avait également un département de commerce (en allemand : Bürgerschule) qui dispensait une formation commerciale. Le premier directeur de l'école qui a admis un système éducatif indépendant des sectes et le principe d'égalité, était l'instituteur Adolf Engelkind. Par la suite, les suisses aussi ont intégré la communauté écolière et en 1871, un bâtiment qui appartiendra à l’école a été construit à Beyoğlu, près de la tour de Galata., On a passé le 28 août 1872 à ce bâtiment et le 1er décembre 1872, avec la participation des protestants à cette école, l'École de la Communauté protestante allemande a été fermée.
Le 31 mai 1882, une école maternelle (en allemand : Kindergarten) a également commencé ses activités dans le même bâtiment. À la suite des lourds dégâts subis par le bâtiment lors du séisme survenu le 10 juillet 1894, on a commencé à chercher un nouveau terrain pour l'école., Alors qu'au début, on n'admettait que ceux parlant allemand, avec les cours préparatoires introduits par Felix Theodor Mühlmann, nommé directeur de l'école en 1879, les élèves ne parlant pas allemand aussi ont commencé à s'inscrire à l'école., La construction de la première partie du bâtiment du lycée, utilisée de nos jours, a commencé en juin 1896 avec les aides matérielles et morales de l'architecte Kapp von Gültstein et de Wülfing, Directeur de la Banque ottomane et à la suite de la terminaison du bâtiment, on a passé le 14 septembre 1897 à ce bâtiment dans lequel se trouvait 15 classes et une salle de conférence. L'école avait obtenu son permis le 9 janvier 1897 En 1898, l'Empereur Allemand Guillaume II qui est venu à la ville, en visitant l'école, a reconnu le droit d'octroyer le diplôme des lycées en Allemagne, également à cette école et ainsi l'école est devenue la première institution d'éducation qui délivre ce diplôme en dehors de l'Allemagne. Alors que dans les premiers temps de l'école, les élèves allemands étaient largement majoritaires, en 1899, le nombre des élèves turcs, a atteint 30 % du nombre total des élèves et ce chiffre a très vite augmenté et fut 63,5 % en 1914. En 1903, la deuxième partie du bâtiment de l'école a été construite sur cinq étages. En 1911, le programme de l'école a été élargi et l'équivalence avec les lycées (idadi) ottomans a été reconnue et avec son nouveau permis obtenu le 27 décembre 1911, elle a obtenu le droit de délivrer les diplômes à la suite des examens de la classe terminale.. Le nombre des élèves qui était de 600 dans les années 1893-1903, a atteint 1 000 en 1916. En 1918, après la fin de la Première Guerre mondiale, l'école a été fermée et son bâtiment fut utilisé comme caserne par les soldats français qui ont participé à l'occupation d'Istanbul. Dans cette période, les inventaires de l'école furent détruits également.

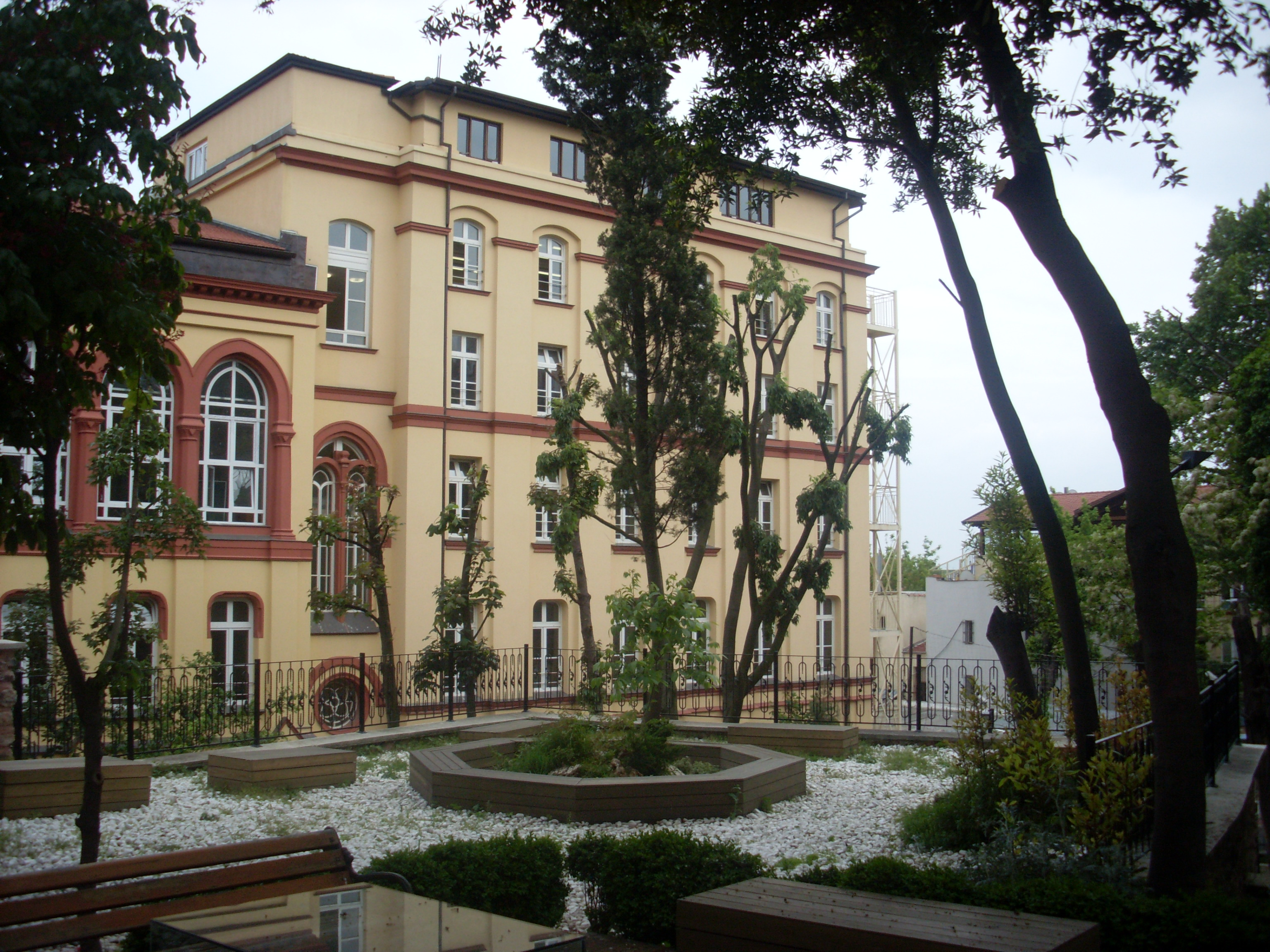
Vue de la cour de la Maison des Mevlevis de Galata et du Lycée privé allemand figurant en arrière.

Le Lycée allemand rouvert en novembre 1924, après le retrait des forces d'occupation, à la suite de la proclamation de la République, a recommencé l'enseignement dans un bâtiment loué dans la Rue de Polonya (actuellement Rue Nuruziya).,, Une école maternelle a été également ouverte dans le nouveau bâtiment mais fermée le 30 novembre 1924. Le 1er janvier 1925, l'école maternelle a été mise en service encore une fois pour servir exclusivement les allemands cette fois. Le 1er septembre 1925, le bâtiment principal du lycée est rendu à l'école., En juillet 1953, le bâtiment a été rendu encore une fois au Lycée Allemand et le 1er octobre, l'enseignement a commencé dans ce bâtiment., En plus d'une série de rénovations faites en 1959, une salle de sports et une salle de musique ont été également construites.
En 1974, une salle de sports exclusivement réservée aux filles est créé et l'année suivante, la salle utilisée par les garçons a été rénovée et élargie. En 1976, on a commencé à réaliser dans l'école, l'Examen de Maturité d'Études Supérieures pour les élèves turcs qui font leurs études dans l'école et qui sont diplômés. Les élèves qui réussissaient à cet examen, obtenaient le diplôme Abitur et ainsi entraient en possession d'un certificat de fin d'études de lycée valable pour faire une demande d'admission auprès des écoles supérieures et des universités des pays à langue allemande. En 1979, les groupes de folklore de l'école ont organisé un voyage en Allemagne pour la première fois et l'année suivante, un groupe composé des élèves turcs, a réalisé un premier voyage en Allemagne. Avec l'année scolaire 1985-86, un échange d'élèves a commencé entre les deux pays. Un laboratoire informatique est créé pour les élèves pendant l'année scolaire 1989-90.

## Structure organisationnelle et études

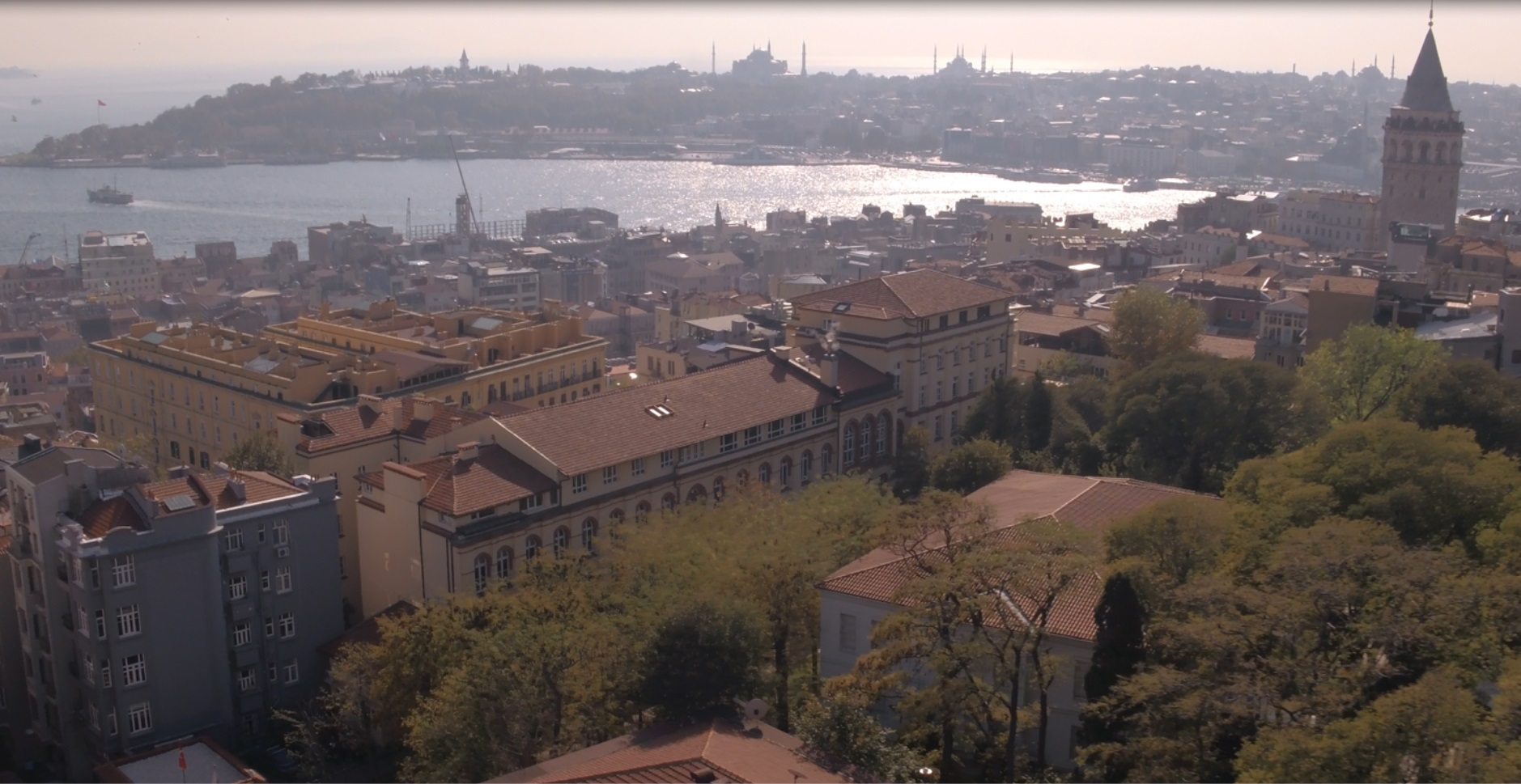
Vue aérienne de l'école.

L'école poursuit ses activités tout en étant rattachée au ministère fédéral de l'Éducation et de la Recherche et en même temps, au ministère de l'Éducation nationale de la République de Turquie Elle est dirigée par le Conseil d’Administration de l’Association de Gestion du Lycée Privé Allemand d'Istanbul et le Directeur de l'École exerce ses activités sous la subordination de ce conseil d’administration,.
Les élèves, après une année préparatoire d'un an, reçoivent des études de lycée de cinq ans au total. L'enseignement est dispensé en allemand, anglais et turc et optionnellement en français également.
Tous ceux qui sont diplômés du lycée, deviennent titulaires également du certificat de Deutsches Sprachdiplom en plus du diplôme de lycée Les élèves diplômés peuvent également obtenir le diplôme Abitur à condition qu'ils réussissent à l'Examen de maturité d'études supérieures et le Lycée privé allemand, avec le Lycée d'Istanbul, et l'une des deux écoles qui délivrent ce diplôme en Turquie. Au moins un élève qui a réussi avec succès à l'examen d’Abitur, a droit à la bourse pour les études en Allemagne. Cette bourse est donnée par le Deutscher Akademischer Austauschdienst. En outre, le Conseil d’Administration, donne depuis 2001, une bourse pour études, à un élève qui a réussi avec succès à l'examen d'Abitur.
A l'année scolaire 2016-17, il y avait 640 élèves à l'école et 87 instituteurs dont 51 allemands et 36 turcs.

## Installations
A l'école, il y a une bibliothèque au sein de laquelle se trouvent, en plus des livres, des matériaux divers comme les dictionnaires, les magazines, les atlas, les livres sonores, les DVD, les bandes dessinées, les romans graphiques. En plus de deux laboratoires pour chacun des domaines de physique, de chimie et de biologie, il y a aussi des laboratoires informatiques. A l'école, se trouvent également deux salles de musique, un atelier de peinture, une salle de sports couverte dans laquelle on peut faire diverses activités culturelles et sportives, des espaces sportives de plein air et une salle de conférence pour les activités sociales, culturelles.

## Activités en dehors des cours
Le premier annuaire scolaire est édité en 1961. L'activité Zeit der Tanztee est organisée entre les années 1978-1981. L'ensemble théâtral est créé pendant l’année scolaire 1985-86. En 1981, on a commencé à organiser la Journée de Saucisse et en 1982, la Fête Scolaire. En 1983, on a réalisé la première de la Course d'Athlétisme d'Atatürk, organisée chaque année dans la Forêt de Belgrad.
Les élèves de l'école participent au Concours de Musique organisé chaque année parmi les lycées. Les élèves de l'école ont remporté en 2006, la deuxième place dans les catégories du meilleur orchestre et de la meilleure performance de scène, en 2012, la première place dans la catégorie du meilleur orchestre et le Prix Spécial de la Presse dans la branche groupe, en 2017, la deuxième place dans la catégorie de la meilleure soliste. L'école participe à une modélisation des Nations unies organisé par le club local de modélisation des Nations unies et à la conférence de Turkish International Model United Nations organisé par le Üsküdar American Academy, à MUNESCO organisée par L'École préparatoire de l'université Bilkent et aux conférences de MUNESCO en Europe.
Les clubs éducatifs en activité à l'école sont comme ci-dessous à l'année scolaire 2016-17 :
- Club de cinéma
- Club de photographie
- Club de peinture
- Club de musique chorale (turque et allemande)
- Orchestre - Studio (en turc)
- Club de Renaissance (en turc)
- Club de Théâtre (en turc)
- Club d'Atelier d'Écriture
- Club de Basket-ball (garçons)
- Club des Danses Populaires et Latines
- Club de Danse Moderne
- Club de Hand-ball (garçons)
- Club d'Echecs
- Club de Volley-ball (filles)
- Club de Yoga
- Club de Latin (langue)
- Club de Jeunesse Européenne
- Club de Préparation aux Calamités Naturelles
- Club d'Électronique
- Club de Philosophie
- Club des Sciences et de la Technologie
- Club des Excursions, de la Promotion et du Tourisme
- Club de la Promotion des Professions
- Model United Nations Club
- Club de la Presse et des Éditions
- Club de Psychologie
- Club de Robotique
- Club du Prix International de la Jeunesse
- Club des Services Sociaux (uniquement pour les 11e classes)

## Organisations des anciens diplômés de l'école
L'Association des membres du lycée allemand d'Istanbul (en allemand : Verein der Ehemaligen Schüler der Deutschen Schule Istanbul) créé par les anciens diplômés de l’école, est en activité depuis 1976. L'Association organise chaque année, l'activité de la Journée de Saucisse et les activités du Repas de la Nouvelle Année et du Back to School.
En 1996, les anciens diplômés du lycée, ont créé la fondation dénommée Fondation de culture et d'études des membres du lycée allemand (en bref ALKEV). Cette fondation a créé en 2000 à Büyükçekmece, les Écoles Privées ALKEV offrant un enseignement à commencer de l'école maternelle et allant jusqu’aux études secondaires et avec le changement effectué en 2013, allant jusqu’au lycée.

## Éducateurs
Les éducateurs notables qui ont servi dans l'école sont:
- Paul Lange, professeur de musique (années 1890)[37]
- Friedrich Schrader (1895-1890)[38]
- Reşat Ekrem Koçu, professeur d'histoire
- Bekir Sıtkı Erdoğan, professeur de littérature[39]
- Friedrich Giese, chef enseignant (1899-1905)[40]
- Karl Steuerwald, modern languages teacher (1930-1931)[41]
- Rakım Çalapala[42]
- Zeki Cemal Bakiçelebioğlu[43]

## Alumni
Anciens notables alumni de l'école sont (les chiffres entre parenthèses indiquent l'année d'obtention du diplôme):
- Nazan Aksoy[44]
- Selçuk Alagöz[45]
- Ahmet Arpad[46]
- Turgut Atakol[47]
- Sevil Atasoy[48]
- Oktar Babuna[49]
- Sevim Burak[50]
- Zeynep Buyraç[51]
- Şahnaz Çakıralp[52]
- Mehmet Ferden Çarıkçı (1987)[53]
- Turgay Demirel[54]
- Bülent Eczacıbaşı (1968)[55]
- Faruk Eczacıbaşı[56]
- Safiye Erol[57]
- Deniz Gökçe
- Béatrice Heuser (1978)[58]
- Hayri İnönü (1972)[59]
- Kerem Kabadayı (1996)[60]
- Kenan Kalav[61]
- Akif Çağatay Kılıç[62]
- Melih Kibar[63]
- Erkin Koray[63],[64]
- Haluk Kurosman[65]
- Atıl Kutoğlu (1986)[66]
- Richard von Kühlmann
- Hans Lange
- Beral Madra (1961)[67]
- Jeffi Medina[68]
- Michael Meinecke (1959)[69]
- Fatma Ceren Necipoğlu[70]
- Münib Engin Noyan[71]
- Yavuz Nutku[72]
- Alev Oraloğlu[63]
- Lale Oraloğlu[73]
- Mustafa Santur[74]
- Ayşe Sarısayın (1976)[75]
- Osman F. Seden[63]
- Zeyyat Selimoğlu (1944)[76]
- Serhat (1983)[77]
- Faruk Şen[78]
- Burhan Şenatalar[79]
- Umut Tabak[80]
- Meral Tamer[63]
- Harun Tekin (1996)[60]
- Ali Teoman (1981)[81]
- Sinan Tara[63]
- Cem Uzan[82]
- Ahmet Emin Yalman (1907)[83]
- Tezcan Yaramancı[63]
- Tansu Yeğen[84]
- Mihal Zallari[85]
- Dilek Zaptçıoğlu[86]
- Cüneyd Zapsu (1974)[87]